# ترنس جونز
ترنس جونز (انگلیسی: Terrence Jones؛ زادهٔ ۹ ژانویهٔ ۱۹۹۲) بازیکن بسکتبال اهل ایالات متحده آمریکا است.
از باشگاه‌هایی که در آن بازی کرده‌است می‌توان به هیوستون راکتس و بسکتبال مردان کنتاکی وایلدکتز اشاره کرد.